# Bäuerliches Schul- und Bildungszentrum für Vorarlberg

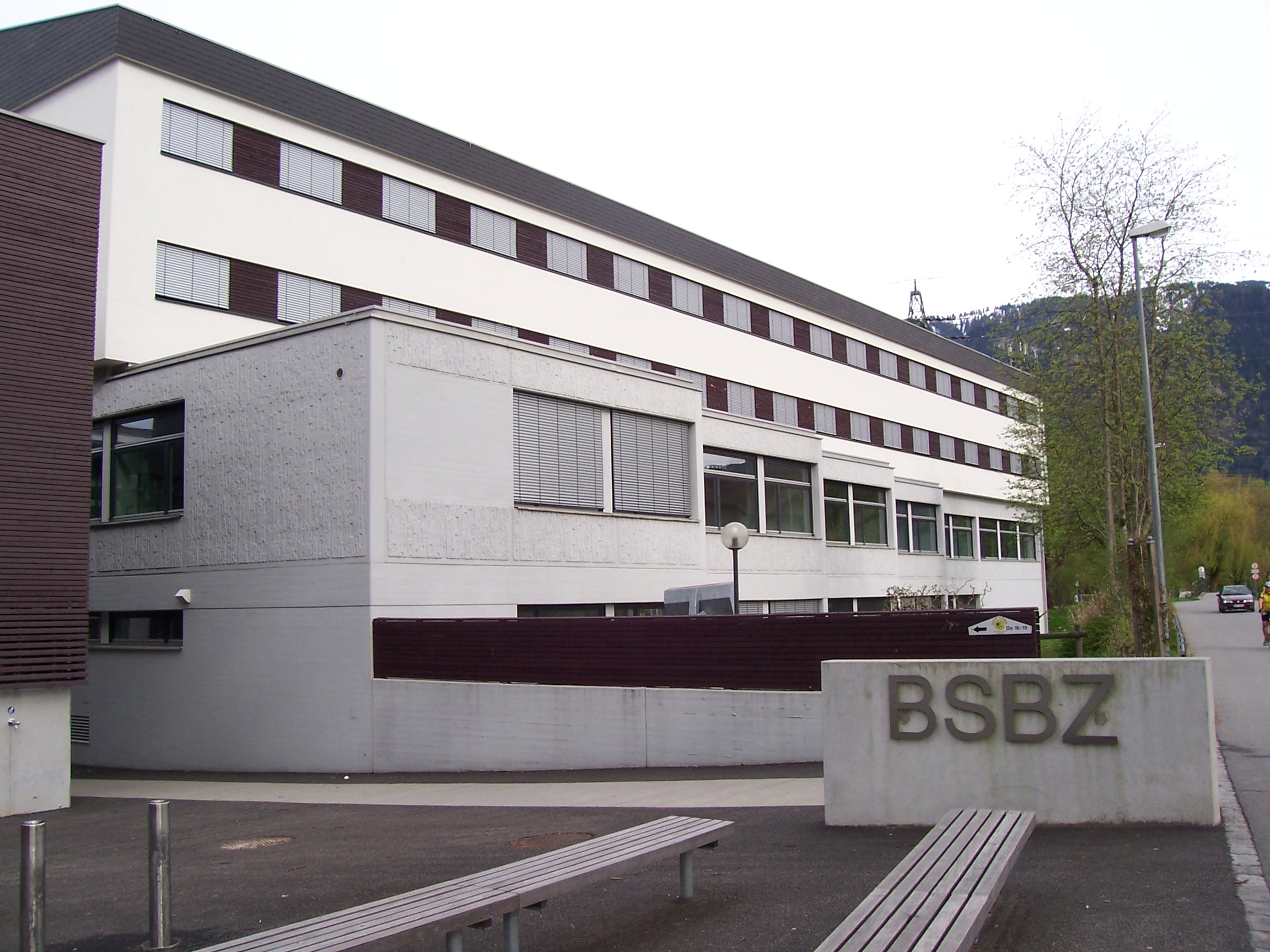
Seiteneingang des Neubautrakts

Das Bäuerliche Schul- und Bildungszentrum für Vorarlberg (BSBZ) ist eine land- und forstwirtschaftliche Fach- und berufsbildende höhere Schule in der österreichischen Stadt Hohenems für das Bundesland Vorarlberg. Als zentrale Ausbildungsstätte der Vorarlberger Landwirtschaft ist die Schule eine Landeseinrichtung und untersteht daher dem Bildungsressort der Vorarlberger Landesregierung. Optional können die Schüler des BSBZ Hohenems während des Schuljahrs kostenpflichtig im angeschlossenen Internat wohnen, der Schulbesuch selbst ist dagegen kostenlos. Als landwirtschaftliche Praxiseinrichtung ist der Schule neben zahlreichen Grundstücken der Rheinhof, ein Landwirtschaftsbetrieb, angeschlossen.

## Fachrichtungen
In der landwirtschaftlichen Fachschule können die Schüler zwischen drei Fachrichtungen wählen. Zum einen existiert die drei- oder vierstufige Fachrichtung Landwirtschaft und Landwirtschaftspflege. Nach dreijährigem Schulbesuch erhalten die Schüler den Facharbeiterbrief für Landwirtschaft. Zudem wird im Rahmen des Schulunterrichts die Lenkberechtigung für Führerscheinklasse-F-Zugmaschinen (Traktoren) erworben. Mit der Absolvierung der vierjährigen Ausbildung am BSBZ erwerben die Schüler die Spezialqualifikation Landschaftspflege. Zudem gibt es mehrere verpflichtende Praktika, die die Schüler im Laufe ihres Schulbesuchs absolvieren müssen.
Die zweite Fachrichtung ist ländliche Hauswirtschaft und dauert insgesamt 3 Jahre. Ebenso wie in der Fachrichtung Landwirtschaft und Landwirtschaftspflege erhalten die Absolventen nach drei Jahren die Möglichkeit, die Facharbeiterprüfung für ländliche Hauswirtschaft abzulegen.
Als dritte Fachrichtung steht eine Kombination aus den beiden anderen Fachbereichen für Berufstätige zur Verfügung. Diese nennt sich Fachrichtung Landwirtschaft und ländliche Hauswirtschaft für Berufstätige. Der Unterricht wird innerhalb von zwei Jahren an Abenden und an Samstagen absolviert, wobei nach positivem Schulabschluss ebenfalls die Facharbeiterprüfung abgelegt werden kann.
Ab dem Schuljahr 2015/2016 wird eine Ausbildung im Rahmen einer Höheren Lehranstalt für Landwirtschaft mit Reifeprüfungsniveau angeboten.

## Schulgeschichte
Im Jahr 1920 wurde die erste landwirtschaftliche Fachschule Vorarlbergs im Kloster Mehrerau in Bregenz gegründet, wo bereits 1931 ein neues Gebäude für die Schule errichtet wurde. Der Schulbetrieb für die Töchter von Bauern wurde dagegen erst 1935 im Kloster Gauenstein aufgenommen. Nach dem Zweiten Weltkrieg und der Zeit des Nationalsozialismus in Österreich wurden wiederum Mönche und Ordensschwestern mit der Führung der landwirtschaftlichen Schulen betraut. In den 70er-Jahren wurde dann mit dem Bau der „Landwirtschaftlichen Fach- und Berufsschule“ in Hohenems, am heutigen Standort begonnen.
Im Jahr 1974 wurde schließlich die Landwirtschaftsschule in Bregenz geschlossen und der Schulbetrieb in Hohenems fortgesetzt. 1987 wurde ein moderner Erweiterungsbau errichtet, der bereits ein Jahr darauf in Betrieb genommen werden konnte und die Schule zu einer der damals modernsten Fachschulen in Österreich machte. Im gleichen Jahr wurde der in unmittelbarer Nähe stehende Gutsbetrieb Rheinhof von der Stadt Hohenems gepachtet, der ab diesem Zeitpunkt von der Schule bewirtschaftet wurde. Mit dem im Jahr 1995 erarbeiteten und 1996 von der Vorarlberger Landesregierung genehmigten neuen Schulkonzept wurde die Landwirtschaftsschule Hohenems mit der Schule Gauenstein in Schruns im Montafon zusammengelegt, woraufhin 1997 auch die Umbenennung in den heutigen Namen „Bäuerliches Schul- und Bildungszentrum“ erfolgte. Im Jahr 2003 wurde der Rheinhof käuflich erworben und organisatorisch in die Schule eingegliedert. Das darauf folgende Jahr brachte eine Generalsanierung der bestehenden Räumlichkeiten sowie den Neubau des Werkstättentrakts und die Erweiterung der Unterrichtsörtlichkeiten mit sich.
Am 13. Oktober 2005 kam es durch einen Großbrand zur Zerstörung des Hauptgebäudes des Rheinhofs. Etwas mehr als ein Jahr danach, am 25. Oktober 2006, wurde ein neues, modernes Stallgebäude sowie der im Laufe des vorigen Jahres neu errichtete Werkstättentrakt der Schule in Betrieb genommen.